# 二里ヶ浜駅
二里ヶ浜駅（にりがはまえき）は、和歌山県和歌山市にある、南海電気鉄道加太線の駅。駅番号はNK44-5。

## 歴史
- 1912年（明治45年）6月16日：加太軽便鉄道開業と同時に設置。
- 1930年（昭和5年）12月22日：社名変更により加太電気鉄道の駅となる。
- 1942年（昭和17年）2月1日：会社合併により南海鉄道の駅となる。
- 1944年（昭和19年）6月1日：会社合併により近畿日本鉄道の駅となる。
- 1947年（昭和22年）6月1日：路線譲渡により南海電気鉄道の駅となる。
- 2012年（平成24年）4月1日：駅ナンバリングが導入され、使用を開始[1][2]。

## 駅構造

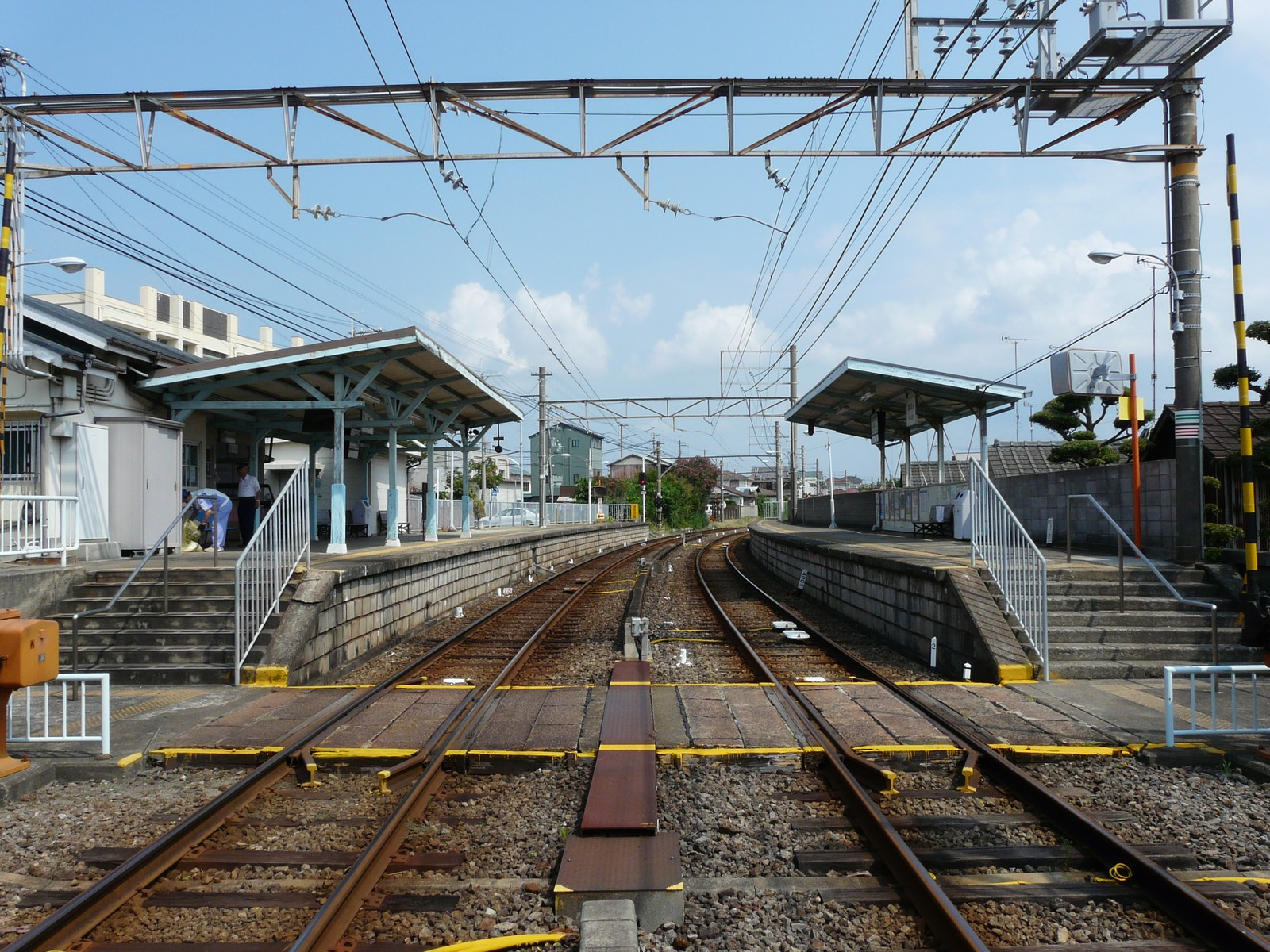
ホーム（2008年7月）

交換設備を備えた相対式2面2線のホームを持つ地平駅である。駅舎は和歌山市方面ホームに面しており、加太方面ホームへ行く際には構内踏切を渡る必要がある。便所は和歌山市方面ホームの加太駅寄りにあり、男女共用の水洗式。

### のりば
| のりば | 路線   | 方向 | 行先                           |
| ------ | ------ | ---- | ------------------------------ |
| 1      | 加太線 | 下り | 加太方面                       |
| 2      | 加太線 | 上り | なんば・関西空港・和歌山市方面 |

## 利用状況
2020年（令和2年）度の調査結果では、1日平均乗降人員は322人である。この数字は南海の駅全体では100駅中84位、加太線の駅（和歌山市駅は除外）としては8駅中7位。
各年度の1日平均乗降人員は下記の通り。
| 年度   | 1日平均 乗降人員 | 順位 |
| ------ | ---------------- | ---- |
| 1980年 | 1,314            |      |
| 1985年 | 990              |      |
| 1990年 | 875              |      |
| 1995年 | 776              |      |
| 2000年 | 595              |      |
| 2001年 | 562              |      |
| 2002年 | 561              |      |
| 2003年 | 539              |      |
| 2004年 | 530              |      |
| 2005年 | 522              |      |
| 2006年 | 477              |      |
| 2007年 | 469              |      |
| 2008年 | 462              |      |
| 2009年 | 440              |      |
| 2010年 | 428              |      |
| 2011年 | 429              |      |
| 2012年 | 440              |      |
| 2013年 | 414              |      |
| 2014年 | 394              |      |
| 2015年 | 436              |      |
| 2016年 | 434              |      |
| 2017年 | 411              | 86位 |
| 2018年 | 389              | 86位 |
| 2019年 | 396              | 86位 |
| 2020年 | 322              | 84位 |
| 2021年 | 321              | 84位 |

## 駅周辺
海が近い。かつては紀の川河口から磯ノ浦駅付近まで約8km（=2里）にわたって二里ヶ浜と呼ばれる浜辺が広がっており、これが駅名の由来となった。
- 和歌山市立西脇小学校 - 駅舎のすぐ前。
- 和歌山西庄中郵便局 - 駅の東方。
- 河西公園 - 駅の南方。

## 隣の駅
南海電気鉄道
 加太線
西ノ庄駅 (NK44-4) - 二里ヶ浜駅 (NK44-5) - 磯ノ浦駅 (NK44-6)